# Birdie (golf)
Birdie är en golfterm som innebär att bollen rullar i hålet på 1 under hålets par, det vill säga 2 slag på ett par 3-hål, 3 slag på ett par 4-hål et cetera. En birdie uppnås oftast när spelaren enbart behöver putta en gång på green innan bollen rullar i hålet.

## Etymologi
Uttrycket birdie myntades troligen då fyrboll spelades i The Atlantic City Country Club (1899). Efter att utslaget på ett par 3-hål resulterade i att bollen landade precis intill hålet, sade en av spelarna: ”That was a bird of a shot!” (”Bird” var vid den tidpunkten slang för ”utmärkt”). De beslöt då att kalla det att få bollen i hålet på 1 slag under par för birdie. Från denna term utvecklades även termerna eagle, albatross och kondor – ju bättre poäng, desto större blir fågeln.